# Sânmărtin (okręg Kluż)
Sânmărtin (węg. Szépkenyerűszentmárton) – wieś w Rumunii, w okręgu Kluż, w gminie Sânmărtin. W 2011 roku liczyła 212 mieszkańców.